# Gruppo di lavoro
Un gruppo di lavoro, in ambito aziendale, indica la riunione di persone che operano assieme in maniera coordinata per affrontare e risolvere un problema che non sarebbe risolvibile singolarmente dai singoli componenti o dalle loro funzioni aziendali di appartenenza.

## Descrizione

### Nascita degli studi
L'attività di un moderno gruppo di lavoro ha la sua fondazione nello studio della mente dello psicologo russo Lev Semënovič Vygotskij. Questi sostenne che la mente dell'uomo non funziona solo sulla base della propria fisiologia, ma si arricchisce interagendo con il contesto culturale e sociale in cui è immerso: la cooperazione tra i membri del gruppo stimola la capacità della persona al superamento delle difficoltà e alla risoluzione dei problemi. Nello scambio culturale che avviene all'interno del gruppo, la strumentazione pratica e il patrimonio di idee e opinioni di ognuno costituiscono gli artefatti culturali della società.
Nella seconda metà degli anni '80 del '900 il costruttivismo sociale progredisce la teoria di Vigotskij: il gruppo di lavoro diviene una comunità di senior e apprendisti sotto la guida di un tutor. Le guide del gruppo costruiscono un supporto all'apprendista dalla periferia al centro dell'attività, supporto che viene ritirato man mano che egli diviene esperto.

### Costituzione
Nel gruppo di lavoro si vengono a costituire tre fasi importanti per il suo completo sviluppo. Innanzitutto è fondamentale che ci sia una membership che faccia da ponte tra i membri del gruppo e permetta di far riconoscere l'unicità. Se questa unicità però viene troppo esasperata, essa provoca conseguenze molto negative. La membership è importante, però non è la condizione sufficiente per costituire il gruppo. È necessario spostarsi sul versante della riconoscibilità, della soddisfazione e della valorizzazione dei bisogni del gruppo, in questo caso si parlerà di groupship. Quando c'è il bisogno di equilibrare la membership e la groupship sorge il bisogno della leadership.

### Dinamiche
Il gruppo di lavoro è una realtà più complessa rispetto al semplice gruppo. In esso si sviluppa una dinamica completamente diversa, definita come "pluralità di integrazioni",  mentre il semplice gruppo  è caratterizzato da una "pluralità di interazioni".. Le pluralità delle integrazioni incidono fortemente sul gruppo di lavoro e nel suo tracciato evolutivo: si possono evidenziare due fasi:  la prima è quella della coesione, che è la funzione collante nel gruppo, essa fa condividere regole e fa emergere le uguaglianze. La seconda fase è il passaggio dall'interazione all'interdipendenza. Se L'interazione assicura la formazione del gruppo, però non è sufficiente per dare vita ad un gruppo di lavoro; perché esso possa formarsi diviene centrale un altro processo definito interdipendenza. L'interdipendenza è un atteggiamento positivo perché la persona si vincola alle altre del gruppo per raggiungere obiettivi comuni. La positività consiste nella divisione dei compiti e nella condivisione di materiali, risorse e informazioni. Nasce la consapevolezza dei membri di dipendere positivamente gli uni dagli altri. Nel caso il leader gestisca male i conflitti del gruppo, questi possono degenerare creando un'interdipendenza negativa, dove i membri si ostacolano fra loro, portando al fallimento del gruppo.

### Processo
Quando un gruppo di lavoro si evolve, siamo di fronte ad un processo definito teambuilding, inteso come attività di costruzione e formazione di un soggetto sociale. Il teambuilding si contraddistingue per una serie di fattori. Prima di tutto un gruppo di lavoro deve porsi degli obiettivi, che sono il risultato atteso da un gruppo che lavora. L'obiettivo deve essere chiaro, fatto conoscere a tutti i membri e ci si deve identificare su di esso: questo però non basta, servono altri due elementi che sono la chiarezza e la condivisione per poter giungere a risultati attesi.  Un altro elemento fondamentale è il metodo definito come principio e modalità di funzionamento perché fa da regolatore durante l'interazione. Esso deve essere efficiente ed efficace. All'interno di un gruppo di lavoro è importante il ruolo definito come insieme di aspettative che hanno le persone in relazione alla posizione. Poi viene la leadership, perché il leader per eccellenza è il  "professionista di relazioni", egli serve a interpretare le esigenze di crescita del gruppo. La comunicazione è intesa come processo interattivo e trasformativo: essa è importante perché determina la formazione del gruppo. Il clima si presenta come la combinazione di opinioni, atteggiamenti e percezioni che vanno dai singoli membri alla capacità di essere un insieme globale. Infine viene lo sviluppo che determina la crescita personale dei soggetti, sia a livello individuale che a livello collettivo.

### Funzionamento
In una azienda il funzionamento di un gruppo di lavoro può essere visto come un processo produttivo delineato da particolari risorse e orientato alla realizzazione di un prodotto finale. Le risorse umane costituiscono gli input di specifiche competenze e qualifiche per poter svolgere al meglio il lavoro, il cui output è il risultato finale dell'attività. Il processo è sottoposto a controlli delle condizioni di lavoro dei membri: essi agiscono con mezzi e risorse che sono i meccanismi messi loro a disposizione. mentre il valore aggiunto fa riferimento alla costruzione del Know-how del gruppo, intesa come maggior esperienza e competenza del gruppo. 
"Si delinea un'idea di gruppo di lavoro come dinamica sociale complessa, di volta in volta connaturata e legittimata nelle sue forme, modalità e caratteristiche dalle specifiche realtà o cornici organizzative di lavoro".
Date queste premesse, in ambito aziendale si ha la formazione di un gruppo di lavoro quando persone appartenenti ad enti diversi, o con professionalità diverse, si riuniscono ed operano assieme in maniera coordinata per affrontare e risolvere un problema che non sarebbe risolvibile singolarmente dai singoli componenti o dalle loro funzioni aziendali di appartenenza.

## Principali tipi di gruppo di lavoro
i principali tipi di gruppi sono:
- i gruppi di lavoro propriamente detti, gruppi di lavoro temporanei che vengono attivati per la risoluzione di problemi che si protraggono da tempo e che non hanno trovato risoluzione nella normale prassi operativa. Si occupano prevalentemente di identificare la soluzione del problema, che poi può essere perseguita dalla normale struttura organizzativa o affidata al gruppo di lavoro stesso;

- il  gruppo di lavoro nei contesti educativi. La scuola è ambiente ideale per imparare in un clima collaborativo fatto di discussione e confronto tra coetanei. La cooperazione tra studenti privilegia l'interdipendenza positiva, l'interazione faccia a faccia tra pari, il lavoro di piccoli gruppi eterogenei per composizione. Questo clima è utile al metodo di cooperative learning, cioè l'insegnamento e l'apprendimento in gruppi di lavoro, dove la variabile più significativa è la cooperazione tra studenti.
- le task force, gruppi temporanei che vengono formati per affrontare un problema specifico che si è manifestato improvvisamente, che va risolto in maniera urgente e che non è affrontabile efficacemente tramite la normale struttura organizzativa. Contiene al suo interno anche elementi con capacità decisionali, in modo da poter operare tempestivamente come serve senza dover richiedere il consenso continuo di altri organismi;

- i comitati, gruppi di coordinamento permanenti che si riuniscono periodicamente. Sono formati da responsabili di varie funzioni aziendali che si occupano di analizzare o di formulare proposte in un determinato ambito che interessa più aree aziendali;

- i circoli di qualità o gruppi di miglioramento, gruppi permanenti costituiti da un ridotto numero di dipendenti che si riuniscono periodicamente per esaminare i problemi che si riscontrano nel lavoro e per individuare soluzioni migliorative che vengono quindi sottoposte al management per l'approvazione della loro attuazione.

Una tipologia a parte dei gruppi di lavoro sono i  gruppi di progetto , che però sono più una modalità organizzativa e di lavoro (come ad esempio nelle imprese che operano per commessa) che non una metodologia di risoluzione di problemi.  I gruppi di progetto sono spesso seguiti da un comitato guida, o  steering committee, che esercita l'indirizzo ed il controllo strategico sul progetto.

### Gruppi permanenti e gruppi temporanei
È da far rilevare un aspetto organizzativo che differenzia i vari tipi di gruppo di lavoro. Nei gruppi permanenti, l'attività richiesta dall'appartenenza al gruppo fa parte della normale routine operativa dei componenti. Nei gruppi temporanei, invece, per un certo periodo il componente si trova a dover rispondere contemporaneamente a due necessità: quella di portare avanti la normale attività nella funzione di appartenenza (che si vede "sottrarre" una risorsa) e quella nuova di appartenenza al gruppo. Questa doppia appartenenza, se non viene ben motivata, incentivata e gestita, può portare a gravi malfunzionamenti del gruppo di lavoro, con i componenti che tendono a privilegiare la normale attività rispetto a quella del gruppo di lavoro.

### Scioglimento del gruppo temporaneo
Per i gruppi di lavoro temporanei, una attenzione particolare va inoltre dedicata al momento di scioglimento del gruppo a seguito del raggiungimento dell'obiettivo. Bisogna infatti verificare se dai lavori del gruppo sono emerse anche nuove attività da svolgere in maniera routinaria. Se così è, bisogna attribuire questi nuovi compiti alla normale struttura organizzativa, altrimenti il gruppo rischia di cristallizzarsi e di trasformarsi in un “ufficio fantasma” che rimarrà di riferimento per le nuove attività che sono emerse e che nessuno si è accollato.